# Nissan SR (двигатель)

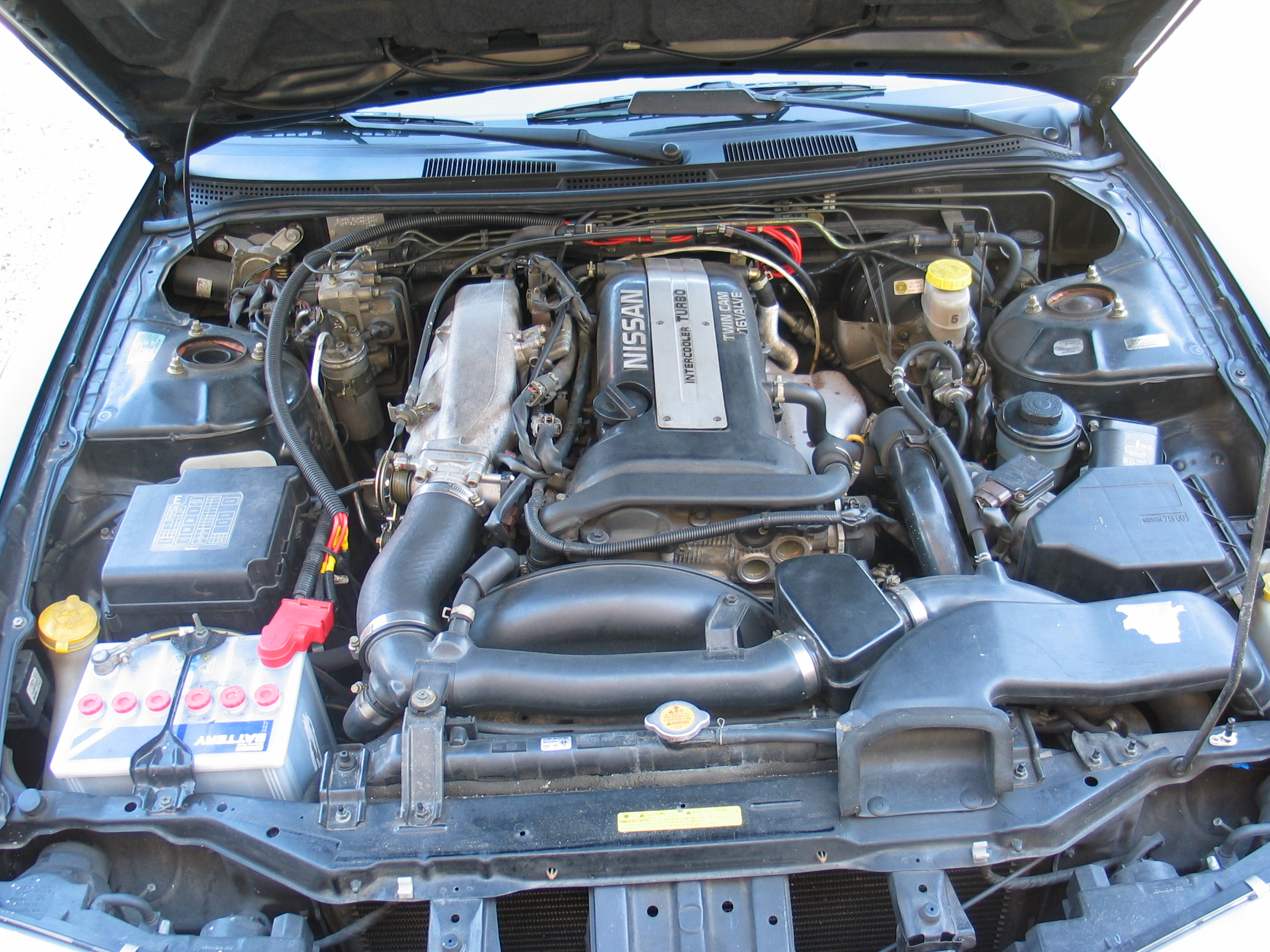
Культовый двигатель SR20DE на автомобиле Nissan 240SX S14a

Двигатели Nissan серии SR — бензиновые двигатели внутреннего сгорания производства Nissan Motors. 
Впервые появился в октябре 1989 года. Серия была разработана  в качестве замены серии двигателей CA. В ней использован алюминиевый блок цилиндров с чугунными сухими гильзами. Головка блока цилиндров алюминиевая с двумя распределительными валами и 4 клапанами на цилиндр. Привод газораспределительного механизма осуществляется через цепь. Оснащены электронным впрыском топлива и многоточечной системой впрыска (за исключением SR18Di, SR20Di где установлен моновпрыск). Некоторые двигатели имели турбонаддув и систему изменения фаз газораспределения NEO VVL (VVL & VVT).

## SR16VE

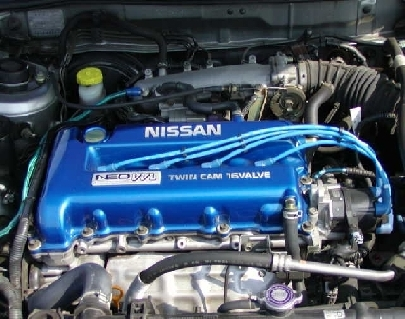
Двигатель Nissan SR16VE

1,6-литровый (1596 куб.см) двигатель Nissan SR16VE имеет систему изменяемой фазы газораспределения благодаря системе регулирования высоты и времени подъёма клапанов VVL & VVT. Мощность двигателя 175 л. с. (130 кВт) при 7800 оборотах в минуту и крутящий момент 162 Нм при 7200 оборотах в минуту. Отсечка находится на 8300 оборотах в минуту. Степень сжатия 11, диаметр цилиндра составляет 86 мм, а ход поршня 68,7 мм.
Устанавливался на следующих автомобилях:
- Nissan Pulsar VZ-R N15
- Nissan Lucino VZ-R B14
- Nissan Sunny VZ-R B15

### SR16VE N1
Двигатель SR16VE N1, как более форсированная версия, был выпущен в ограниченном количестве (200 двигателей) для Pulsar VZ-R N1, с 1997 года по 1998 годы. Мощность двигателя 200 л.с. (147 кВт) при 7800 об/мин и крутящий момент 181 Нм при 7600 об/мин. Отсечка в версии N1 1998 года при 8600 об/мин. Этот двигатель является самым мощным атмосферным двигателем объёмом 1,6 л.

## SR18Di
Двигатель SR18Di имеет объём 1,8 л (1838 куб.см). Степень сжатия 9, диаметр цилиндра 82,5 мм, ход поршня 86 мм. Мощность двигателя 110 л. с. (81 кВт) при 6000 оборотах в минуту и крутящий момент 156 Нм при 4000 оборотах в минуту. Имеет систему моновпрыска топлива. Модели с данным двигателем поставлялись только на японский рынок (JDM). Из-за низкой мощности двигателя с 1992 по 1993 год был постепенно заменён на SR18DE.
Устанавливался на следующих автомобилях:
- Nissan Primera P10 (модели 1990—1993 годов)
- Nissan Presea R10 (модели 1990—1992 годов)
- Nissan Bluebird U12 (модели 1987—1991 годов)
- Nissan Avenir W10 (модели 1990—1992 годов)

## SR18DE
Двигатель SR18DE имеет объём 1,8 л (1838 куб.см), выпускался с 1990 по 2001 годы. Степень сжатия 9,5, диаметр цилиндра 82,5 мм, ход поршня 86 мм. Мощность двигателя 125 л. с. (92 кВт) при 6000 оборотах в минуту и крутящий момент 157 Нм при 4800 оборотах в минуту. Этот двигатель имеет систему распределённого впрыска топлива. Для HB13 Sunny GTI и Pulsar HN14 мощность двигателя была больше — 140 л. с. при 6400 об/мин, а крутящий момент 167 Нм при 4800 об/мин. Данный мотор обладал большей степенью сжатия (10 вместо 9,5).
Устанавливался на следующих автомобилях:
- Nissan Primera P10, P11(1991—1997)
- Nissan Sunny B13, B14 (1990 - 1997)
- Nissan Avenir W10 (1993 - 1998)
- Nissan Rasheen NB14 (1994 - 2000)
- Nissan Bluebird U14, U13 (1989 - 1998)
- Nissan Lucino N15 B14  (1994 - 2000)
- Nissan Pulsar N14, N15 (1990 - 2000)
- Nissan Pulsar GTi B13 и N14, 140 л. с. (102 кВт) при 6400 об/мин и момент 167 Нм при 4800 об/мин (1990 - 1993)
- Nissan Pulsar GTi N15, 140 л. с. (102 кВт) @6400 rpm и момент 167 Нм при 4800 об/мин (1991 - 1999)
- Nissan NX-Coupe B13 1990-1994
- Nissan Presea R10, R11125 л. с. (92 кВт) (1990 - 1992)
- Nissan Wingroad Y10 (1996 - 1999)

## SR20Di
Двигатель SR20Di имеет объём 2,0 л (1998 куб.см).  Мощность двигателя 115 л. с. при 6000 об/мин и крутящий момент 175 Нм при 4000 об/мин. Степень сжатия 9,5, диаметр цилиндра и ход поршня равны и составляют 86 мм. Имеет систему моновпрыска топлива.  
Устанавливался на следующих автомобилях:
- Nissan Primera P10 (1990 - 1996)

## SR20DE

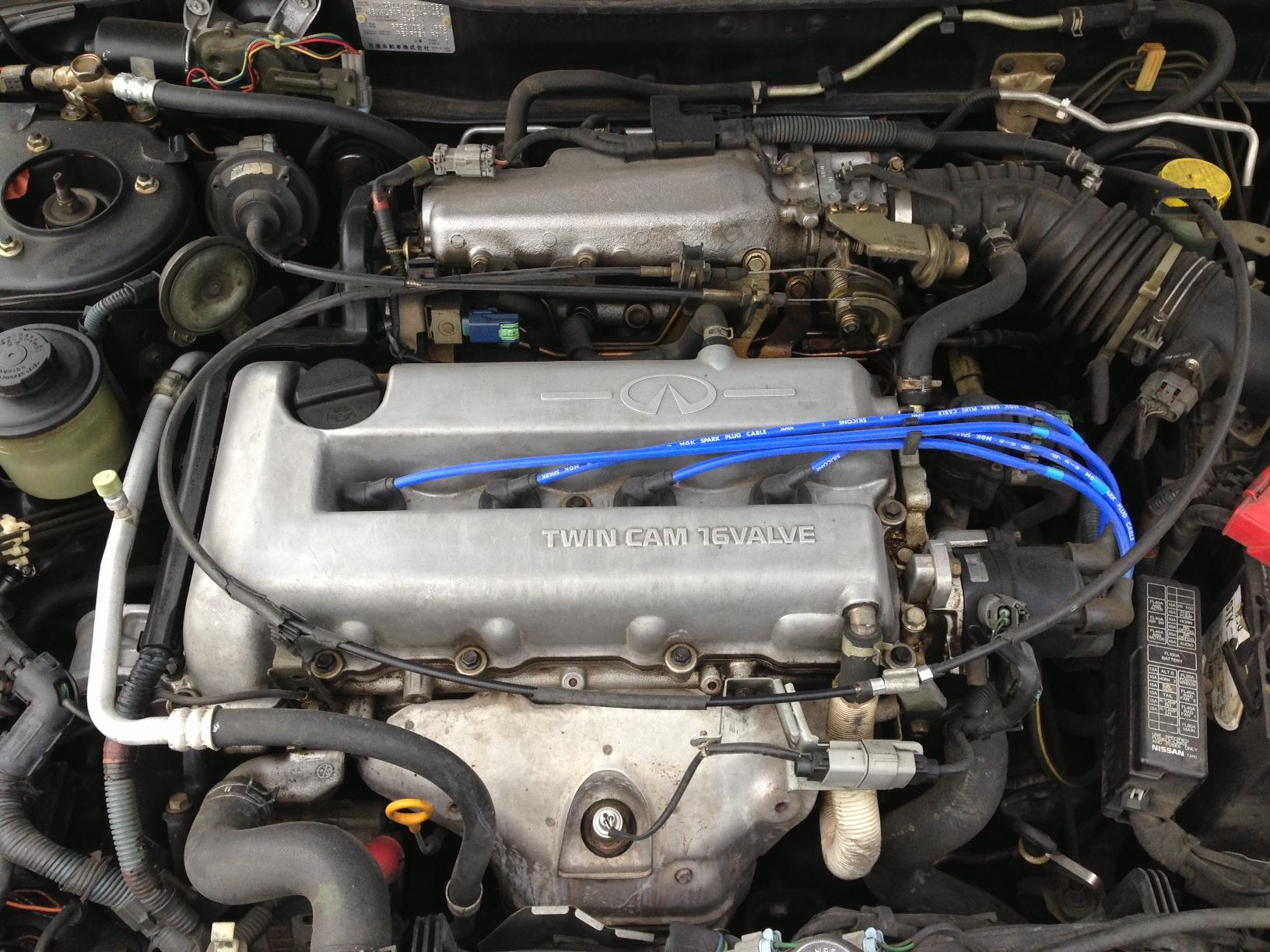
Двигатель SR20DE на Infiniti G20 модели 2001 года

Двигатель SR20DE устанавливался на 15 моделей Nissan и стал самым распространённым из серии SR. Рабочий объём 2,0л (1998 куб.см), с завода SR20DE показывал мощности от 116 (при 4000 об/мин) до 180 л. с. (при 6800 об/мин).
Крутящий момент варьировался от 166 Нм при 4000 об/мин до 192 Нм при 5600 об/мин. Степень сжатия 10 — 11.5, диаметр цилиндра и ход поршня по 86 мм.
Характеристики двигателя (SAE, 1991)
| Характеристики                 | Параметры                                            |
| ------------------------------ | ---------------------------------------------------- |
| Тип:                           | Водяного охлаждения, рядный 4-цилиндровый, 4-тактный |
| Механизм ГРМ:                  | DOHC, 4 клапана на цилиндр, цепной привод            |
| Объем:                         | 1998 см³                                             |
| Диаметр цилиндра x ход поршня: | 86,0 x 86,0 мм                                       |
| Высота поршня:                 | 97,0 мм                                              |
| Высота цилиндра:               | 211,3 мм                                             |
| Степень сжатия:                | 9,5:1                                                |
| Диаметр шейки коленвала:       | 55,0 мм                                              |
| Длина шатуна:                  | 136,3 мм                                             |
| Диаметры клапанов:             | Впуск: 34,0 мм, Выпуск: 30,0 мм                      |
| Габариты:                      | 685 x 610×615 мм                                     |
| Максимальная мощность:         | 116 л. с. — 169 л. с. при 6400 об/мин (SAE net)      |
| Максимальный момент:           | 179 Нм при 4800 об/мин (SAE net)                     |

Устанавливался на следующих автомобилях:
| Модель       | Годы производства               |
| ------------ | ------------------------------- |
| 180SX        | 1991-1992, 1994—1997            |
| 200SX SE-R   | 1995-1998                       |
| Almera       | 1996-1999                       |
| Avenir       | 1990, 1992—1995, 1997—2001      |
| Bluebird     | 1989, 1991—1993, 1995—1998      |
| Liberty      | 1998-2000                       |
| Infiniti G20 | 1991-2002                       |
| NX2000       | 1991-1996                       |
| Prairie Joy  | 1995-1997                       |
| Presea       | 1990-1993, 1995, 1997—1998      |
| Primera      | 1990-2002                       |
| Pulsar       | 1991-2000                       |
| R’nessa      | 1997-1998, 2000                 |
| Rasheen      | 1998                            |
| Sentra       | 1991-1994, 1998—2001            |
| Serena       | 1991-1995, 1997—2000            |
| Silvia       | 1991-1993, 1995—1996, 1998—2002 |
| Wingroad     | 1996-1999                       |

## SR20DET

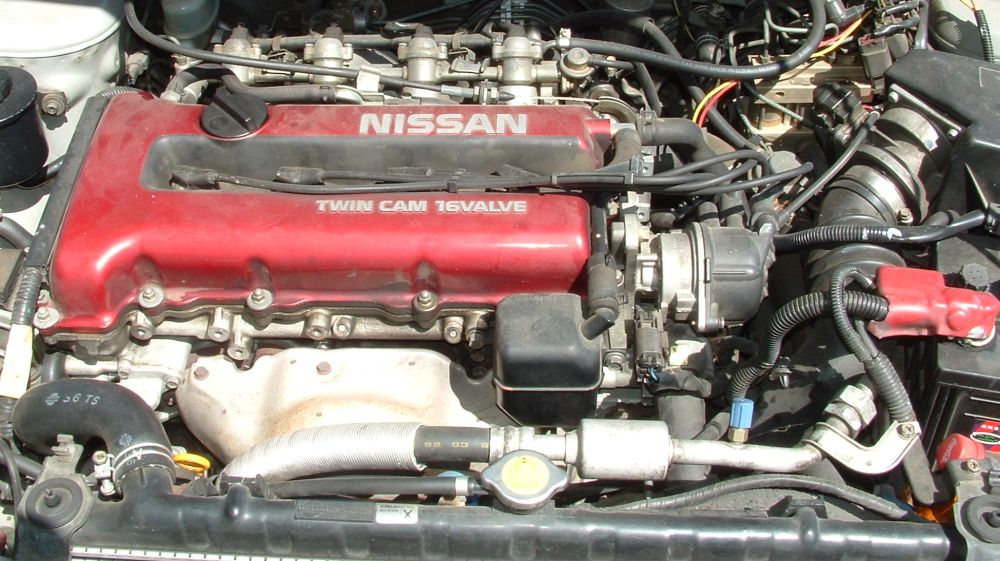
U13 Bluebird SR20DET (FWD/AWD)

Двигатель SR20DET впервые был выпущен для Nissan Bluebird U12 2000SSS ATTESA в октябре 1989 года. С 1990 по 1994 он устанавливался на Nissan Pulsar GTi-R (RNN14), однако с более мощным турбонаддувом Garrett T28. В обеих машинах двигатель устанавливался поперёк кузову, как дань моде. Однако, RWD Nissan Silvia производившаяся с 1991 года, имела продольно расположенный SR20DET.
Двигатель ставился так же на Nissan Avenir в 1995 году, Nissan R’nessa в 1997 году и Nissan Liberty в 1999. Из всех моделей Nissan, производимых с SR20DET, Сильвия дольше всех комплектовалась этим двигателем. На S14 и S15 устанавливался больший турбокомпрессор, чем на модели S13.
Рабочий объём двигателя 2,0 л (1998 куб.см), мощность 202 л. с. при 6000 об/мин, крутящий момент 275 Нм при 4000 об/мин. Степень сжатия 8,5, диаметр цилиндра и ход поршня 86 мм. Устанавливалась турбина Garret T-25G.
Двигатель SR20DET производился с 1991 по 2002 годы и имел несколько различных вариантов в разные годы выпуска и для разных моделей Nissan:
- SR20DET Black Top S14 (имеет чёрную клапанную крышку) — с 1994 по 1999 годы устанавливался на Silvia E-S14 (CS14) и 200SX. В ГРМ была применена система изменения фаз газораспределения и более производительная турбина Garret T-28. За счёт этого мощность возросла до 217 л. с. при 6000 об.мин, а крутящий момент остался 275 Нм но уже при 4800 об/мин.
- SR20DET Black Top S13 с 1994 по 1998 годы устанавливался на 180SX в кузове S13.
- SR20DET Black Top для Silvia GF-S15 отличался другой программой управления, более производительными форсунками и модернизированной турбиной T-28BB, мощность двигателя выросла до 245 л. с. при 6400 об/мин.
- SR20DET Silver Top (серебристая клапанная крышка) появился в 1995 году на универсале Avenir Salut (W10) и имел мощность 206 л. с. при 6000 об/мин., а в следующем поколении устанавливался SR20DET Silver Top мощностью 227 л. с. (275 Нм при 3600 об/мин), с турбиной T-25BB. В паре с двигателем устанавливали только 4-х ступенчатый автомат.

Устанавливался на следующих автомобилях:
- Nissan Silvia S13, S14, S15
- Nissan 180SX S13, 205 л. с. (150,78 кВт) при 6000 об/мин и 274,59 Нм при 4000 об/мин
- Nissan 200SX S14 + S14a, 220 л. с. (161,81 кВт) при 6000 об/мин и 274,59 Нм при 4800 об/мин
- Nissan Silvia S15 (JDM), 250 л. с. (183,88 кВт) при 6400 об/мин и 274,59 Нм при 4800 об/мин
- Nissan Pulsar GTI-R RNN14, 230 л. с. (169,17 кВт) при 6400 об/мин и 284,39 Нм при 4800 об/мин
- Nissan R'nessa NN30 GT Turbo, 200 л. с. (147,10 кВт) при 6000 об/мин и 264,78 Нм при 4000 об/мин
- Nissan Bluebird SSS ATTESA Limited HNU13, 210 л. с. (154,46 кВт) при 6000 об/мин и 274,59 Нм при 4000 об/мин
- Nissan Bluebird SSS ATTESA Limited HNU12, 205 л. с. (150,78 кВт) при 6000 об/мин и 274,59 Нм при 4000 об/мин
- Nissan Avenir PNW11 GT4, 230 л. с. (169,17 кВт) при 6000 об/мин 274,59 Нм при 3600 об/мин
- Nissan Avenir PNW10 Salut G GT Turbo, 210 л. с. (154,46 кВт) при 6000 об/мин и 274,59 Нм при 4000 об/мин
- Nissan Silvia S14 2
- 270R (Nismo) (270 л. с. при 6000 об/мин)
- Nissan Liberty 2.0 Highway Star GT4, 230 л.с (169 кВт) при 6000 об/мин и 275 Нм при 3600 об/мин

## SR20VE

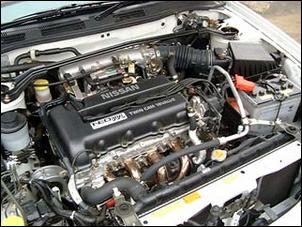
SR20VE

Двигатель SR20VE имеет объём 2,0 л. (1998 куб.см) имеет систему изменяемой фазы газораспределения благодаря системе регулирования высоты и времени подъёма клапанов VVL & VVT. Мощность двигателя 187 л./с. (139 кВт) при 7000 оборотах в минуту и крутящий момент 197 Нм при 6000 оборотах в минуту, и позже, в двигателе второго поколения (Nissan Primera P12 комплектации 20V 2001—2003) достигал 204 л./с.(150 кВт) при 7200 об/мин и 206 Нм при 5200 об/мин. Степень сжатия от 10,3 до 11. 
Устанавливался только на автомобилях для внутреннего рынка Японии (JDM):
- Nissan Primera P11 Te-V седан или универсал, 190 л. с. (139 кВт) (1997 - 2000 год)
- Nissan Primera P12 20V седан или универсал, 207 л. с. (152 кВт) (2001 - 2003 год)
- Nissan Bluebird U14 SSS-Z седан, 190 л. с. (139 кВт) (1997 - 2000 год)
- Nissan Wingroad Y11 ZV-S универсал, 190 л. с. (139 кВт) (1999 - 2001 год)

## SR20VET
Двигатель SR20VET имеет объём 2,0 л (1998 куб.см). имеет систему изменяемой фазы газораспределения благодаря системе регулирования высоты и времени подъёма клапанов VVL & VVT. и турбонаддувом Garrett GT2560LS. Это был первый двигатель Nissan с такой системой. Мощность двигателя 276 л. с. (206 кВт) при 6400 оборотах в минуту и крутящий момент 309 Нм при 3200 оборотах в минуту. Степень сжатия 9.
По характеристикам SR20VET сопоставим с 4G63T от Evo, EJ205 от Sti, 3S-GTE Gen 4 от Toyota Celica GT-Four

Устанавливался только на автомобилях для внутреннего рынка Японии (JDM):
- Nissan X-Trail GT (2001 - 2007 год)